# Strix occidentalis lucida
A coruja manchada (Strix occidentalis) é uma espécie residente de florestas de crescimento antigo no oeste da América do Norte, onde nidifica em buracos de árvores, velhos ninhos de aves de presa ou fendas de rocha. Os ninhos podem ser entre 12 e 60 metros (39 e 197 pés) de altura e, geralmente, contêm dois ovos (embora alguns contenham até quatro). É uma coruja noturna, que se alimenta de pequenos mamíferos e pássaros. Três subespécies são reconhecidas, variando em distribuição da Colúmbia Britânica ao México. A coruja manchada está sob pressão da destruição do habitat em todo o seu alcance e, atualmente, é classificada como uma espécie quase ameaçada.

## Características
A coruja manchada tem um comprimento médio de 43 cm (17 pol), envergadura de 114 cm (45 pol) e peso de 600 g (1,3 lb). Seus ovos são um pouco mais de 50 mm (2,0 pol.) De comprimento e são brancos e suaves com uma textura ligeiramente granulada. A coruja manchada é semelhante em aparência à coruja barrada, mas tem marcas em forma de cruz nas partes inferiores, enquanto a coruja barrada é barrada alternadamente no peito e lisada na barriga. As corujas barradas são maiores e mais cruas do que as corujas manchadas.
Nos últimos anos, as subespécies da coruja manchada da Califórnia e do norte foram deslocadas por corujas barradas (S. varia), que são mais agressivas, têm uma dieta mais ampla e ocorrem em habitats mais variados. Embora as duas espécies sejam geneticamente bastante distintas, elas podem se hibridar em áreas onde o deslocamento está ocorrendo, resultando em uma coruja híbrida interespecífica chamada "coruja brigona".

## Subespécies
- S. c. caurina coruja manchada do norte
- S. c. lucida coruja manchada mexicana

- S. c. occidentalis coruja manchada californiana

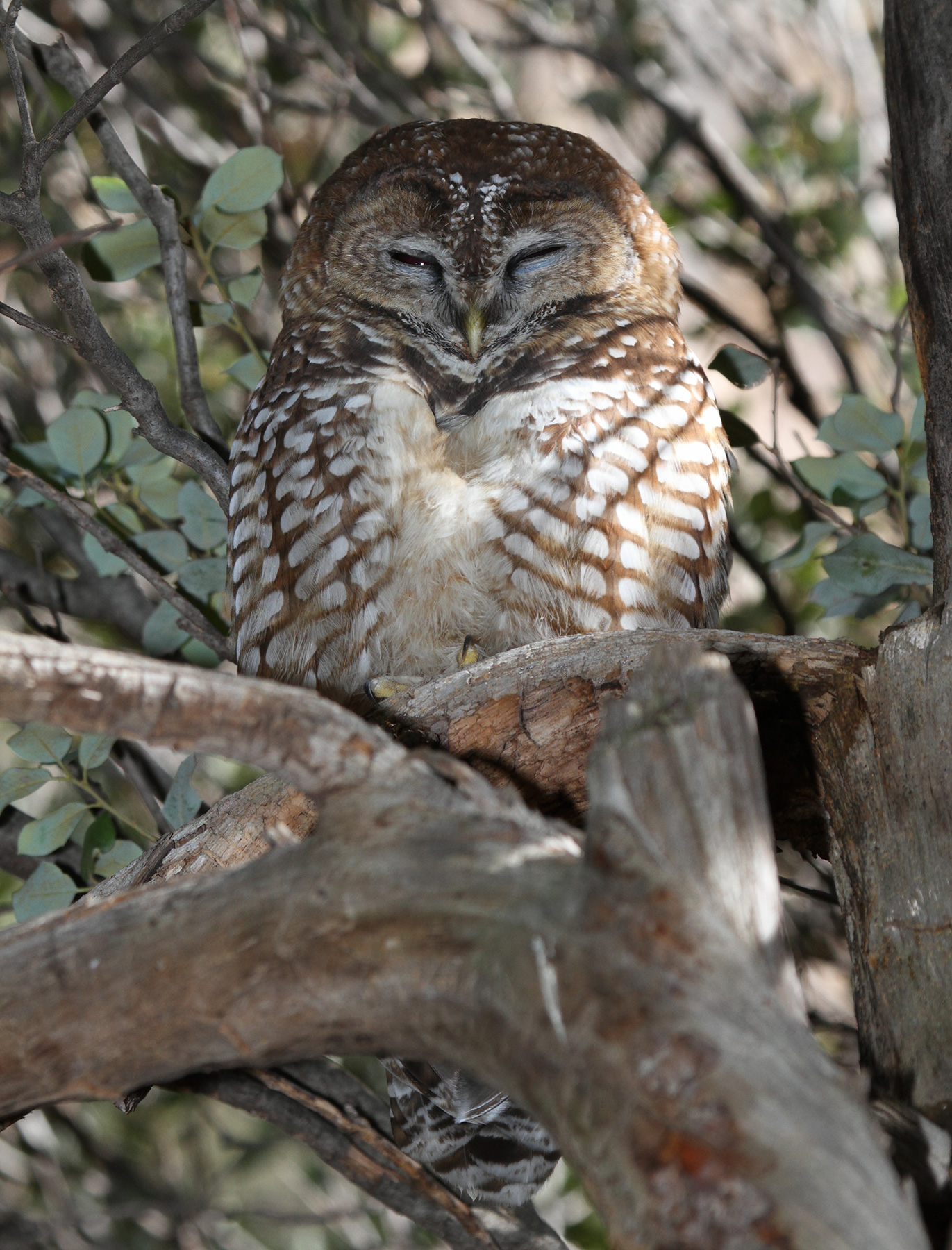
Coruja manchada Mexicana
Fort Huachuca, Arizona